# Гайманова могила

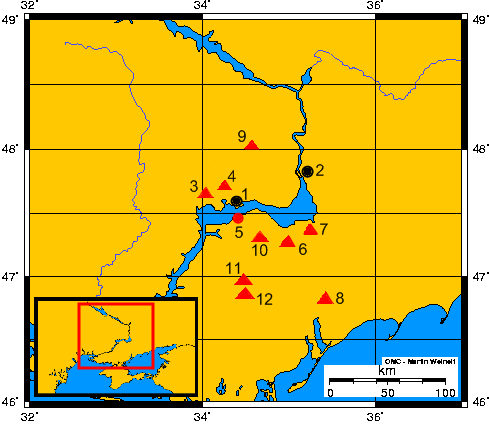
Столица скифов Каменское городище и т. н. скифские «царские» могилы в нижнем течении Днепра
1) Никополь (современный город)
2) Запорожье (современный город)
3) Толстая Могила
4) Чертомлык
5) Каменское городище
6) Солоха
7) Гайманова могила
8) Мелитопольский курган
9) Александропольский курган
10) Великая Цимбалка
11) Козел
12) Огуз

«Гайма́нова моги́ла» — крупный скифский курган IV века до н. э, расположенный возле села Балки Васильевского района Запорожской области Украины. Захоронение вскрыто и исследовано в 1969—70 гг. экспедицией АН УССР (руководитель — В. И. Бидзиля).

## Экспедиция
Исследование захоронения производилось учеными Института археологии АН УССР в 1969-70 гг. в рамках программы археологического исследования будущей зоны мелиорации на юге Украины. Для этого была создана Южно-Рогачиская (позднее — Запорожская) научная археологическая экспедиция, которую возглавил археолог Василий Иванович Бидзиля. В состав экспедиции также входили известные украинские археологи Б. Н. Мозолевский (исследователь Толстой могилы) и А. И. Тереножкин (первый руководитель экспедиции). Во время раскопок Гаймановой могилы впервые в практике археологических исследований была использована специальная техника: бульдозеры, грейдеры и шахтные крепления туннелей.

## Описание объекта
Гайманова могила представляла собой самый большой курган в группе из 46 скифских погребальных насыпей, расположенных возле деревни Балки. Происхождение названия (Гайманова) неизвестно.
Высота Гаймановой могилы составляла 8-9 м, диаметр — около 70 м. По кругу могила была обложена крепидой из вертикальных плит из белого известняка.

## Находки
Прежде чем приступить к исследованию Гаймановой могилы, экспедицией были раскопаны 22 погребальных насыпей меньшего размера — по опыту предыдущих раскопок археологи знали, что в большинстве случаем самые крупные курганы были разграблены еще в XVIII—XIX вв. В данном случае, все 22 исследованных захоронения также были полностью разграблены.
В ходе раскопок собственно Гаймановой могилы были обнаружены две входные ямы в погребальную камеру (катакомбу), в которых найдены остатки повозок, закрывавшие вход в дромосы. Овальная катакомба площадью 16 м² имела ниши в северных и южных стенах. Центральная её часть и южная ниша были ограблены ещё в древности, исследователи обнаружили четыре разграбленных захоронения (2 мужских и 2 женских). В одном из женских захоронений сохранилась кожаная обувь, расшитая золотыми пластинами, а также 2 скелета (вероятно, рабов) без вещей, скелет коня, несколько ценных мелочей и ниша с предметами обихода (в основном — посуда).
В северной нише группа Б. М. Мозолевского обнаружила тайник со значительным количеством ценных предметов, подтвердивших наличие у скифов высокоразвитой культуры. Наибольший интерес вызвала серебряная чаша «Братина» с позолотой, украшенная рельефными изображениями скифских воинов. Также в тайнике были обнаружены амфоры, бронзовые котлы, поднос, жаровня, блюдо, ойнохойя с изображениями голов сатира и силена на ручке, 2 изукрашенные золотом деревянные чаши, серебряные кувшины, 2 серебряных ритона с золотыми оковками в виде голов барана, льва и др. Здесь же обнаружен скелет мужчины (возможно, виночерпия) с копьем, стрелами и пращой На дне овальной погребальной галереи найдено более 250 золотых украшений, выполненных в скифском зверином стиле.

## Значение
Обнаружение могилы с золотыми и серебряными предметами обихода (более 20 наименований, не считая мелких украшений и фибул) скифских царей стало самой крупной находкой в истории археологии Европы с 1912 года (раскопки Чертомлыка). Чаша, ритоны и серебряные ковши Гаймановой могилы были сразу же переданы в коллекцию Эрмитажа для консервации. По мнению исследователей, Гайманова могила, скорее всего, была родовой усыпальницей представителей скифского царского рода.